# Mardakyany
Mardakyany (ryska: Мардакян) är en ort i Azerbajdzjan.   Den ligger i distriktet Baku, i den östra delen av landet, 25 km nordost om huvudstaden Baku. Antalet invånare är 15 267.
Terrängen runt Mardakyany är platt. Runt Mardakyany är det tätbefolkat, med 982 invånare per kvadratkilometer.. Närmaste större samhälle är Bakıxanov, 16,9 km sydväst om Mardakyany. 
Omgivningarna runt Mardakyany är i huvudsak ett öppet busklandskap.